# Selaginella rossii
Selaginella rossii är en mosslummerväxtart som först beskrevs av Bak., och fick sitt nu gällande namn av Otto Warburg. Selaginella rossii ingår i släktet mosslumrar, och familjen mosslummerväxter. Inga underarter finns listade i Catalogue of Life.